# Новопетрівка (Голованівський район)
Новопетрі́вка — село в Україні, у Новоархангельській селищній громаді Голованівського району Кіровоградської області. Населення становить 78 осіб.

## Населення
Згідно з переписом УРСР 1989 року чисельність наявного населення села становила 108 осіб, з яких 44 чоловіки та 64 жінки.
За переписом населення України 2001 року в селі мешкало 78 осіб.

### Мова
Розподіл населення за рідною мовою за даними перепису 2001 року:
| Мова       | Відсоток |
| ---------- | -------- |
| українська | 93,59 %  |
| молдовська | 5,13 %   |
| російська  | 1,28 %   |